# ウィリアム・スウェインソン
ウィリアム・スウェインソン（William Swainson、1809年4月25日 – 1884年12月1日）は、ニュージーランドの王冠植民地における第2代にして最後のニュージーランド司法長官。ニュージーランドの法制度の確立に重要な役割を果たした人物である。また、ニュージーランド立法評議会の初代議長を務めた。

## 初期の生涯
ウィリアム・スウェインソンは1809年4月25日にイングランドのランカスターで生まれた。ランカスター王立グラマースクールで教育を受けた。その後、法曹院「ミドル・テンプル」で法学を学び、1838年に法曹資格を取得した。

## タイン号
スウェインソンは数年間、不動産移転手続きの職務に従事した。1841年、スウェインソンは比較的経験が浅く、僅かな実務経験しかないにも関わらず、ニュージーランド司法長官に任命された。スウェインソンはバーク船タイン号でイングランドを出航し、ニュージーランドに向かった。タイン号には、後のニュージーランド法曹界において著名な人物となるウィリアム・マーティン（初代ニュージーランド最高裁判所長官）およびトマス・アウスウェイト（オークランド最高裁判所書記官）も同乗した。船上で3人はニュージーランドの新植民地に導入する新しい法制度の起草を進め、「簡潔かつ明確で理解しやすい言葉」で現地に適したものにしようとした。

## 法務・政治活動
スウェインソンらは1841年9月25日にニュージーランドに到着した。そこから6か月の期間で、新植民地の統治の基礎を築く19の法令が可決された。スウェインソンはマオリの土地請求に関する問題でしばしば、マオリの利益を擁護した。特に1840年のワイタンギ条約に関する紛争が有名である。
1845年11月、ジョージ・グレイがニュージーランド総督に就任した。司法長官のスウェインソンは、マーティン最高裁判所長官、グレイ総督らと協力して、1852年のニュージーランド憲法制定法の条文をまとめた。スウェインソンは1856年5月7日に責任政府が成立するまで司法長官を務め、フレデリック・ウィテカーに司法長官の職を引き継いだ。その後スウェインソンは1853年5月26日にニュージーランド立法評議会（上院）の議員に任命され、1854年5月16日に初代議長となった。スウェインソンは上院議長に1年余り在任した後、1855年8月8日にウィテカーが後任となった。スウェインソンは1867年10月18日に欠席により資格を失うまで、立法評議会議員を務めた。

## マオリとの関係
ニュージーランド総督ウィリアム・ホブソンはかつてから、ニュージーランド北島に対するイギリスの主権を宣言していた。1840年5月21日、フランスが主権を主張する可能性を懸念し、ホブソン総督は南島とスチュアート島に対して発見権に基づく主権を宣言した。これは、これらの地域のすべてのマオリ酋長がワイタンギ条約に署名していなかったにもかかわらず行われた。スウェインソンは1842年12月29日の執行評議会の会合において、条約への署名を拒否ないし署名を求められていなかったニュージーランドの地域に関しては、イギリス領に含まれないと述べた。この会合に出席したニュージーランド植民長官ウィロビー・ショートランドは、スウェインソンに対して見解についての文書を作成するよう求めた。スウェインソンは文書において、イングランド法とマオリの慣習法が共存する可能性があることに言及した。スウェインソンの文書がイギリスに届いたとき、植民地大臣エドワード・スタンリー伯爵は激怒した。ジェイムズ・スティーヴン次官は、ホブソン総督の主権宣言が不誠実な背信行為となる可能性を認めたが、宣言は維持されるべきと述べた。
1841年9月25日、タイン号はオークランドに到着した。スウェインソンはオークランドのタウラルアにあるパーネルの判事湾で6エーカー（2.4ヘクタール）の土地を購入し、タイン号で運んできたプレハブの家を建てた。近くにはマオリを治療する病院が建てられた。この病院にはマオリの男性モヒ・ホロウェヌア・テ・プアタウ氏が患者として入院した。モヒの妻と子が死亡した後、スウェインソンはモヒを船頭兼雑用係として雇用した。モヒはその後、スウェインソンの生涯を通じて帯同し、ウェリントンでの教会会議やワイヘキ島でのカヌー旅行にも同行した。ワイヘキ島はモヒのハプ（小部族）の地であり、モヒの妻が埋葬されている地でもあった。1880年、モヒはスウェインソンの家の東30ヤード（27メートル）の場所にあるファレ（マオリの住居）に住んでいた。スウェインソンはモヒのことを遺言で「古き友」として記した。1890年にモヒが臨終を迎えた際には、スウェインソンの旧友トマス・アウスウェイトの娘イーサ・アウスウェイトが付き添っていた。グレイ総督はモヒの最期の数日間を毎日見舞い、グレイ総督がモヒの葬列を率いた。スウェインソンの伝記作家ジョン・スタクプールによると、モヒは「スウェインソンの墓の目と鼻の先」に埋葬された。スウェインソンは1884年12月1日にオークランドで独身のまま死去した。

## 教会活動
ジョージ・オーガスタス・セルウィン主教は、イングランド国教会と結びついた独立教会の基礎を築くため、スウェインソンに憲章の起草を依頼した。国教会が国教となることはできなかったものの、スウェインソンは1866年にオークランド聖公会教区の大法官となった。